# Sungai Upih
Sungai Upih is een bestuurslaag in het regentschap Pelalawan van de provincie Riau, Indonesië. Sungai Upih telt 1987 inwoners (volkstelling 2010).